# Уна (ТВ канал)
Уна  телевизијска je станица чији су власници Срђан Праштало и Александар Радош. Њено седиште се налази на адреси Булевара Краља Александра 18, у Београду.

## Историја
је основана 21. децембра 2021. године. Програм је сниман у два виртуелна студија у Београду и Бања Луци. За потребе снимања изузетно захтевних шоу-програма, поседује и велики студио у Београду. У јуну 2022. године поднела је захтев за националну дозволу у Србији.
У децембру 2022. године УНА ТВ је од Регулаторног тела за електронске медије (РЕМ-а) добила дозволу за емитовање за зону расподеле Авала, односно београдску градску фреквенцију.
Приказује музичка такмичења, вечерње и дневне ток-шоу емисије, ријалити програме, информативни и документарни садржај, серије, филмове и квизове.

## Власничка структура
је основана као заједнички подухват два предузећа — Foundcenter Investment GmbH из Берлина са 80% учешћа и Infinity Media из Бања Луке са 20% учешћа. Заступник је био Дејан Јоцић као председник Управног одбора. Да је Јоцић идејни зачетник тог пројекта, а да је покретач Foundcenter Investment GmbH саопштено је и званично почетком септембра 2021. године. Међутим, у Регистру пословних субјеката Републике Српске од 24. фебруара 2022. године видљиво је више нема немачких инвеститора и Јоцића, а власник је сада само Infinity Media, а нови заступник Срђан Праштало. Потом је UNA била у 100% власништву Инфинити Медиа из Бања Луке, да би због санкција Kанцеларије за контролисање стране имовине Министарства финансија САД-а према Инфинити Медиа и Una World Network d.o.o. власништво над Уном у Србији било пренето на Александра Радоша и Срђана Праштала у сразмери 50:50.
Регистрована је за „производњу филмова, видео-филмова и телевизијског програма”.

## Програм
Основу продукције и производње програма чине савремене технологије које омогућавају техничку поузданост и висок стандард емитовања. 

### Емисије
Свеукупно емисије које су се приказивале на каналу Уна су:
- Уна вести
- Уна дан
- Уна, дуе, тре (Ања Мит)
- Подне (Маријана Табаковић, Бојана Бојовић)
- Поподне (Филип Угреновић, Ана Шупић, Душан Каличанин, Милијана Мићуновић)
- Градске приче
- Муштулук (Харис Џиновић)
- Холивудирање (Никола Ђуричко)
- Реактор (Славко Белеслин)
- Између редова
- Троугао
- Уна интервју (Воја Недељковић)
- Лице правде (Ивана Параџиковић)
- Погоди ми године (Андрија Кузмановић)
- Дона
- Добро вече са Андријом (Андрија Милошевић)
- Година бола
- Искрено са Дејаном (Дејана Росуљаш)
- Путевима Тесле
- То је живот (Јасна Ђуровић)
- Пут до здравља (Јована Ухрин)
- Једно питање (Марија Килибарда)
- 21 одговор
- Хероји данашњице
- Чији је наш?
- Индиректно код Попа и Милана (Предраг Поповић Поп и Милан Калинић)

### Серије
Друге популарне приказиване странске серије:
- Дивље пчеле
- Клементина
- Погледај у сутра
- Срце моје мајке
- Све или ништа
- Савршена породица
- Љубав на ноте
- Елиза
- Освета
- Дистрикт 31
- Нина
- Фитнес
- Руби (2004)
- Руби (2020)
- Мућке
- Ало, ало!
- Украдена љубав
- Црна Груја

Уна је приказивао домаће серије које су:
- Сложна браћа
- Вратиће се роде
- Шешир професора Косте Вујића
- Једне летње ноћи
- Самац у браку
- Тајне винове лозе
- Дара из Јасеновца
- Једини излаз
- Јунаци нашег доба

### Дечији програм
- Школице
- Очима детета (Давид Јован Милатовић)
- Млади мутанти нинџа корњаче
- Патролне шапе
- Светлуцава и Сјајна

## Водитељи
- Јасна Ђуровић
- Славко Белеслин
- Ања Мит
- Маријана Табаковић
- Ана Шупић
- Александар Апостоловски
- Марија Килибарда
- Драгана Џајић
- Ана Ракић
- Марта Дракулић
- Јована Ухрин
- Давид - Јован Милатовић
- Срђан Ристић
- Маша Вуковић
- Милијана Мићуновић
- Емилија Пешић
- Филип Угреновић
- Душан Каличанин
- Бојана Бојовић